# Hogna stictopyga
Hogna stictopyga är en spindelart som först beskrevs av Tord Tamerlan Teodor Thorell 1895.  Hogna stictopyga ingår i släktet Hogna och familjen vargspindlar. Inga underarter finns listade i Catalogue of Life.